# Pycnogonum rickettsi
Pycnogonum rickettsi – gatunek kikutnic z rodziny Pycnogonidae.
Kikutnica ta cechuje się zbliżonym do koła obrysem ciała i niejednolitym ubarwieniem ciała. Zwykle jest jasnobrązowa z ciemnymi paskami lub w ciemne łatki. Guzki grzbietowe są wyższe niż ich średnica u nasady.